# Колындяны
Колындяны (укр. Колиндяни) — село в Чортковском районе Тернопольской области Украины. Административный центр Колындянской сельской общины.
Население по переписи 2001 года составляло 1759 человек. Почтовый индекс — 48552. Телефонный код — 3552.